# Teoría calórica
La teoría calórica fue un modelo con el cual se explicó, durante un tiempo bastante prolongado, las características y comportamientos físicos del calor. La teoría explica el calor como un fluido hipotético, el calórico, que impregnaría la materia y sería responsable de su calor.
Para Lavoisier, las moléculas de todos los cuerpos de la naturaleza están en un estado de equilibrio, entre la atracción que tiende a aproximarlas, y la acción del calórico, que tiende a separarlas. Según su mayor o menor cantidad de calórico, los cuerpos son gas, líquido o sólido.
El calórico se difunde entre los cuerpos, pasando de uno a otro por contacto, incluso entre los seres vivos. Las quemaduras producidas por congelación se explicaban porque el calórico causaría los mismos daños en la piel, tanto al entrar en el cuerpo como al salir. 
El calórico se haría visible en las llamas, que estarían formadas en su mayor parte por dicho calórico desprendiéndose de los cuerpos. Las distintas sustancias presentarían distintas solubilidades para el calórico, lo que explicaría su distinto calor específico.
La teoría del calórico fue ampliamente aceptada, ya que incluso explicaba los experimentos de Joule sobre la equivalencia entre calor y trabajo, interpretando que al frotar un cuerpo, se romperían las vesículas microscópicas que contienen el calórico, liberando calor. Sin embargo, la teoría fue perdiendo adeptos, al no poder explicar diversos problemas, como la masa nula del calórico, por lo que fue abandonada a mediados del siglo XIX. 
En la actualidad, el calor es considerado como energía en tránsito, que cumple las leyes de la termodinámica.

## Historia temprana

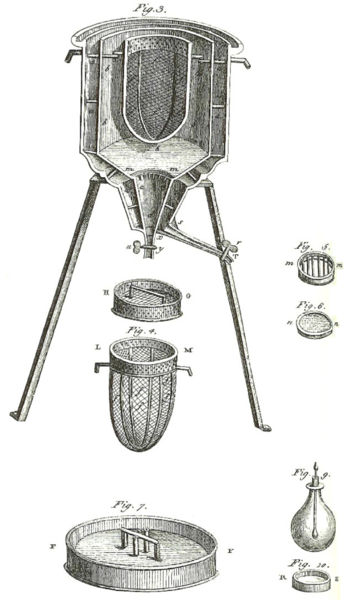
El primer calorímetro de hielo del mundo, usado en el invierno de 1782/83 por Lavoisier y Laplace para determinar el calor involucrado en varios cambios químicos (los cálculos se basaron en el calor latente, un descubrimiento previo de Joseph Black). Estos experimentos marcan la fundación de la termoquímica.

En la historia de la termodinámica, las explicaciones iniciales sobre la naturaleza del calor se confundían con las explicaciones sobre la combustión. Tras introducir en el siglo XVII Johann Joachim Becher y Georg Ernst Stahl una teoría sobre la combustión basada en la existencia de un fluido al que llamaron flogisto, se creía que ese flogisto era la sustancia del calor.
Fue Antoine Lavoisier quien ideó una nueva explicación de la combustión en términos de la existencia del gas oxígeno en la década de 1770. En su artículo «Réflexions sur le phlogistique» (1773), Lavoisier argumentó que la teoría del flogisto era incompatible con sus resultados experimentales, y propuso la existencia de un 'fluido sutil', al que llamó calórico, que sería la sustancia del calor. De acuerdo con su teoría, la cantidad de esta sustancia era constante en todo el universo y fluía desde los cuerpos cálidos a los más fríos. De hecho, Lavoisier fue uno de los primeros en utilizar un calorímetro para medir los cambios de calor durante una reacción química.
En la década de 1780, algunos científicos también creyeron que el frío era un fluido, "frigórico" ("frigoric"). Pierre Prévost argumentó que el frío era simplemente una falta de calórico.
Con base en la teoría calórica se puede interpretar un fenómeno de calor como si la cantidad de calor se transmitiera de un cuerpo a otro.
Dado que el calor era una sustancia material en la teoría calórica, y que por lo tanto no podría ser creada ni destruida, la conservación del calor era una suposición central.
La introducción de la teoría calórica fue también influenciada por los experimentos que realizó Joseph Black y que relacionaban las propiedades térmicas de los materiales. Además de la teoría del calórico, existía otra teoría a finales del siglo XVIII que podía explicar el fenómeno del calor: la teoría cinética. Ambas teorías se consideraron equivalentes en su época, pero la teoría cinética era más moderna, ya que utilizaba un par de ideas de la teoría atómica y podía explicar tanto la combustión como la calorimetría.